# Schoenoxiphium lehmannii
Schoenoxiphium lehmannii là loài thực vật có hoa trong họ Cói. Loài này được (Nees) Kunth ex Steud. miêu tả khoa học đầu tiên năm 1855.